# Parque Nacional Setonaikai

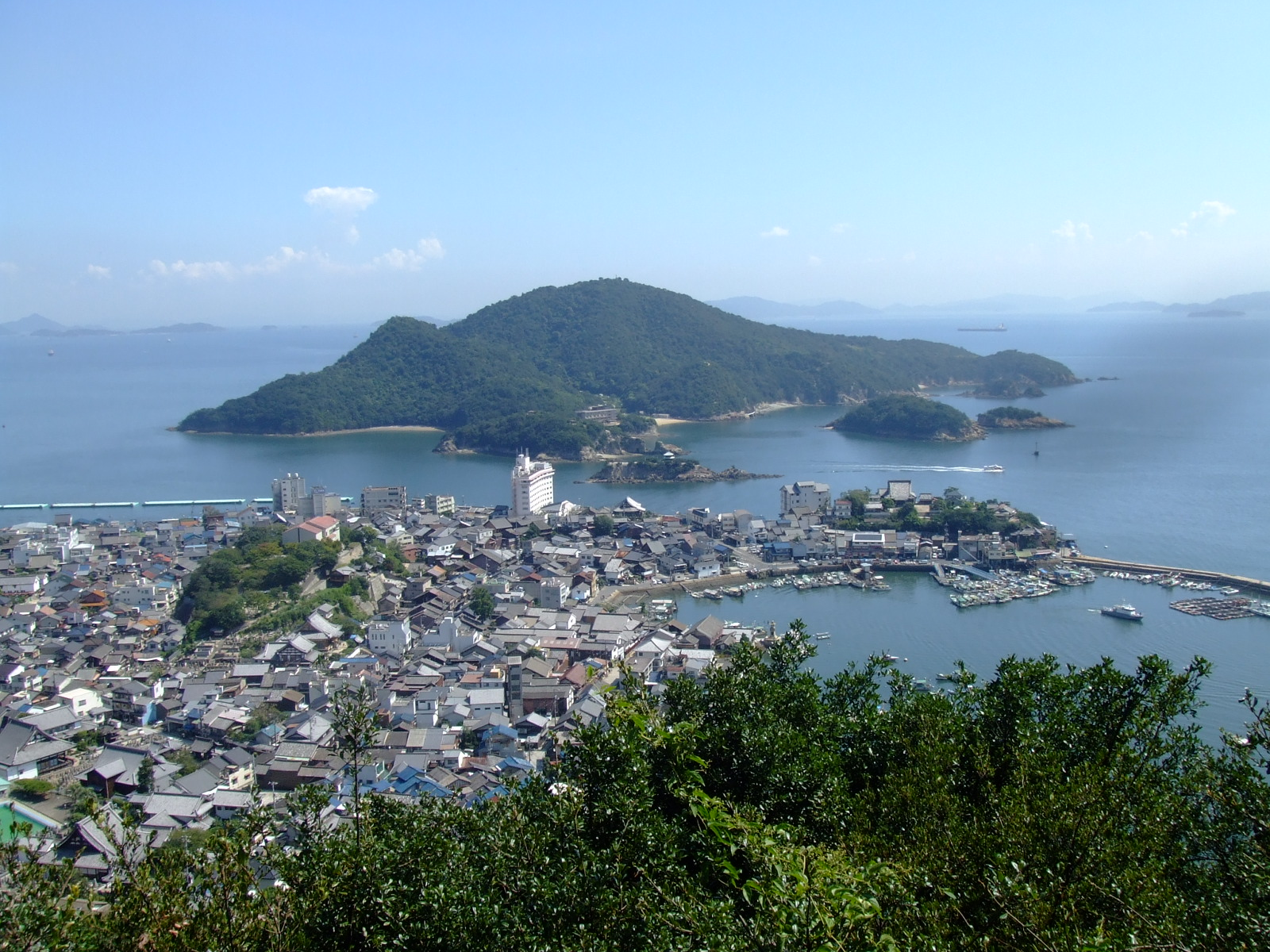
Tomonoura

O Parque Nacional Setonaikai (瀬戸内海国立公園 Setonaikai Kokuritsu Kōen) é um parque nacional compreendendo áreas do Mar Interior de Seto e dez prefeituras ao redor. Criado no ano de 1934, tem desde então expandido diversas vezes. Contêm cerca de 3 mil ilhas, conhecidas como Ilhas Setouchi, incluindo a bem conhecida Itsukushima. Como o parque é formado de várias áreas não contíguas e cobre uma pequena porção da extensão total do Mar Interior de Seto, controle e proteção são problemáticos, com muita da área sendo altamente industrializada.

## História
Em 1934, quando o parque foi designado como o primeiro parque nacional no Japão, a área era muito menor do que a área atualmente. Dezesseis anos depois, foi estendido para quase o mesmo tamanho de agora para incluir outros lugares famosos da região. É o maior parque nacional do Japão. Em 1996, o santuário de Itsukushima, na prefeitura de Hiroshima, foi registrado como um local cultural de patrimônio mundial pela UNESCO.  É conhecido como um dos três pontos mais belos do Japão. Nas décadas de 1960 e 1970, que foi um período de rápido crescimento econômico no Japão, a industrialização contaminou o meio ambiente. Por exemplo, obras de proteção bancária, poluição da descarga de obras químicas e cultivo agrícola levaram à deterioração ambiental. Essas mudanças influenciaram o ecossistema e a poluição da água. Recentemente, a água foi melhorada devido a uma disposição de esgoto de alto desempenho 

## Clima
O clima é quente durante todo o ano, então o clima é chamado de clima mediterrâneo. Como a área é facilmente acessível por transporte público, as pessoas moram no litoral para trabalhar na terra, aproveitando o calor. Laranjas de mandarina e batata doce são exemplos de produtos especiais na área. Comparado ao Mar Mediterrâneo, o Mar Interior de Seto possui mais minerais na água, portanto, há plâncton abundante. A diversidade de criaturas é uma das fascinações do parque.

## Locais
Existem inúmeros locais turísticos no parque nacional. O Estreito de Kanmon é um deles. É entre Honshu e Kyushu. Uma ponte suspensa chamada Kanmon Bridge atravessa o estreito. Em 1973, quando foi aberta ao público, era a ponte mais longa (0,66 milhas) da Ásia. Os redemoinhos de Naruto na prefeitura de Tokushima são redemoinhos de maré no Estreito de Naruto, um canal entre Naruto e a prefeitura da Ilha de Awaji. Os redemoinhos, uma das principais atrações turísticas da prefeitura, são formados devido a uma largura estreita (0,8 milhas) do estreito e a um nível de água de 5,6 pés entre o Mar de Seto e o mar aberto causado pelo fluxo e refluxo da maré. Às vezes, cria um redemoinho de 100 pés de diâmetro.

## Instalações
Existem instalações onde as pessoas podem experimentar e aprender sobre a natureza no parque. Mt. Rokko Nature Conservation Center (Centro de Conservação do Monte Rokko). A Rokko Guide House , na prefeitura de Hyogo, é um local onde as pessoas podem encontrar espécimes naturais do Monte. Rokko. O Wasuzan Business Center (Centro de Negócios de Wasuzan) fica na prefeitura de Okayama. Fica no topo da montanha Washuzan. Está perto da Ponte Seto-ohashi, que é uma série de dez pontes entre as prefeituras de Okayama e Kagawa. O comprimento total é de 13,1 milhas . Do centro, as pessoas podem ver o panorama da ponte e do mar interior. É possível aprender sobre a natureza ao redor da ponte e a história do mar do seto.

## Áreas naturais
- Ilhas : Ilha de Awaji , Ilhas boyo, Ieshima, Miyajima, Naoshima, Ilhas Shiwaku, Shodoshima, Tomogashima
- Montanhas : Monte Rokko, Monte Maya, Monte Noro
- Estreitos : Estreito de Akashi, Estreito de Hōyo, Estreito de Kitan, Estreito de Naruto, Estreito de Kanmon
- Outros: Redemoinhos de Naruto

## Municípios relacionados
- Ehime: Ikata, Imabari, Kamijima, Matsuyama, Ōzu, Saijō, Yawatahama
- Fukuoka: Kitakyushu
- Hiroshima: Etajima, Fukuyama, Hatsukaichi, Higashihiroshima, Hiroshima, Kure, Mihare, Onomichi, Ōsakikamijima, Ōtake, Saka, Takehara
- Hyōgo: Aioi, Akashi, Akō, Ashiya, Awaji, Himeji, Kobe, Minamiawaji, Nishinomiya, Sumoto, Takarazuka, Tatsuno
- Kagawa: Higashikagawa, Kan'onji, Kotohira, Mannō, Marugame, Mitoyo, Naoshima, Sakaide, Sanuki, Shōdoshima, Tadotsu, Takamatsu, Tonoshō, Zentsūji
- Ōita: Bungotakada, Himeshima, Kunisaki, Ōita
- Okayama: Asakuchi, Bizen, Kasaoka, Kurashiki, Okayama, Setouchi, Tamano
- Tokushima: Naruto
- Wakayama: Wakayama
- Yamaguchi: Hikari, Hirao, Hōfu, Iwakuni, Kaminoseki, Kudamatsu, Shimonoseki, Shūnan, Suō-Ōshima, Tabuse, Yanai